# Porin

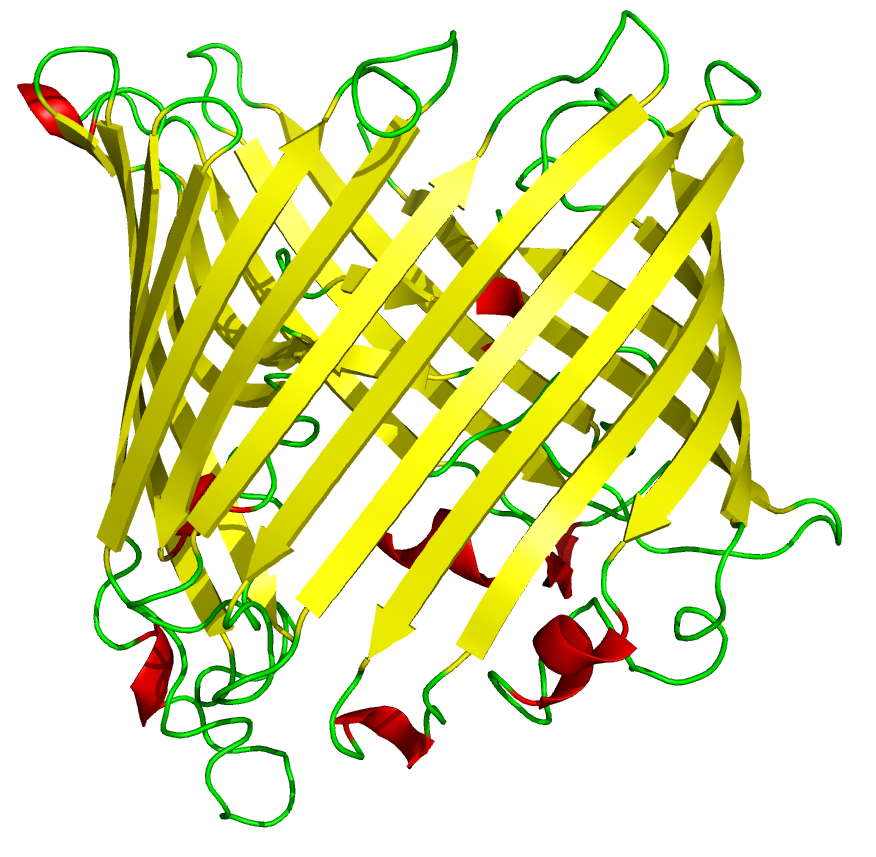
Porin ze strany

Porin je integrální protein ve vnější cytoplazmatické membráně gramnegativních bakterií a vnějších membránách plastidů a mitochondrií. Zpravidla se na membráně uspořádávají do tvaru šestiúhelníku. Obklopují tak otvor ve vnější membráně těchto bakterií a umožňují drobným polárním (hydrofilním) molekulám procházet ven a dovnitř.